# Kap Alexander (Antarktika)
Kap Alexander (in Argentinien Cabo Suecia, spanisch für ‚Kap Schweden‘) ist das Kap am Südende der Churchill-Halbinsel, welches die Einfahrt zum Cabinet Inlet an der Foyn-Küste des antarktischen Grahamlands begrenzt. Zudem markiert es das südliche Ende der Oskar-II.-Küste.
Der Falkland Islands Dependencies Survey kartierte es 1947 und im Dezember desselben Jahres entstanden Luftaufnahmen durch Teilnehmer der US-amerikanischen Ronne Antarctic Research Expedition (1947–1948). Der Survey benannte das Kap nach Albert Alexander, 1. Earl Alexander of Hillsborough (1885–1965), damals Erster Lord der britischen Admiralität.